# Ropica bicristata
Ropica bicristata là một loài bọ cánh cứng trong họ Cerambycidae.